# Ахим II фон Арним
Ахим II фон Арним (на немски: Achim II. von Arnim; † 28 февруари 1535) е благородник от род Арним в Бранденбург, господар в Герзвалде и Шьонермарк, пфанд-господар в Бойценбург, фогт на Укермарк в Бранденбург, споменат в документи 1483 – 1535 г.
Той е син на Ото IV фон Арним († пр. 1483) и съпругата му Маргарета фон Путлиц. Баща му Ото IV е господар в Герзвалде и Бизентал. Внук е на Людеке II фон Арним († 1470/1472) и Елизабет фон Бредов. Дядо му Людеке II фон Арним е господар в Бизентал и Герзвалде, пфанд-господар в Бойценбург, фогт на Укермарк.
Господарите фон Арним получават през 1463 г. замъка Герзвалде с господството. През тридесетгодишната война замъкът през 1637 г. е почти унищожен.

## Фамилия
Ахим II фон Арним се жени за Елизабет фон дер Шуленбург (* ок. 1500), дъщеря на Вернер XI фон дер Шуленбург († 1515) и Елизабет Ганз цу Путлиц († 1515). Те имат децата:
- Анна фон Арним († сл. 1580), омъжена пр. 1530 г. за Улрих фон Шверин (* ок. 1500; † 1575/1576)
- Ото VI фон Арним „Млади“ (* ок. 1513; † 15 януари 1583), женен за Магдалена фон Халберщат (* пр. 1540; † 2 ноември 1584), дъщеря на Юрген фон Халберщат († сл. 1557) и Илзаба фон Хан († сл. 1512); имат два сина и дъщеря
- Катарина фон Арним, омъжена ок. 1542 г. за Йоахим фон Бредов († 1573, Магдебург), дворцов майстер в Магдебург